# 山東菜
山東菜（さんとうな、さんとうさい、学名: Brassica rapa var. pekinensis 'Dentata'）は、アブラナ科アブラナ属の野菜。非結球白菜の一種。

## 概要
一般的なハクサイと異なり葉が内巻きにならず、結球しないのが特徴である。葉先が外向きに開いた半結球状態で成長する。多くの場合は早採りされ、汎用の葉野菜として利用されるが、漬物に用いる場合はハクサイ同様に数kg程度の大きさまで育てる。
漬物用の山東菜は主に埼玉県で栽培されているが、流通量は少ない。 東京都の卸売市場では年末の10日間程度しか扱いがなく、2005年の取扱量は約520トンであった。

## 名称

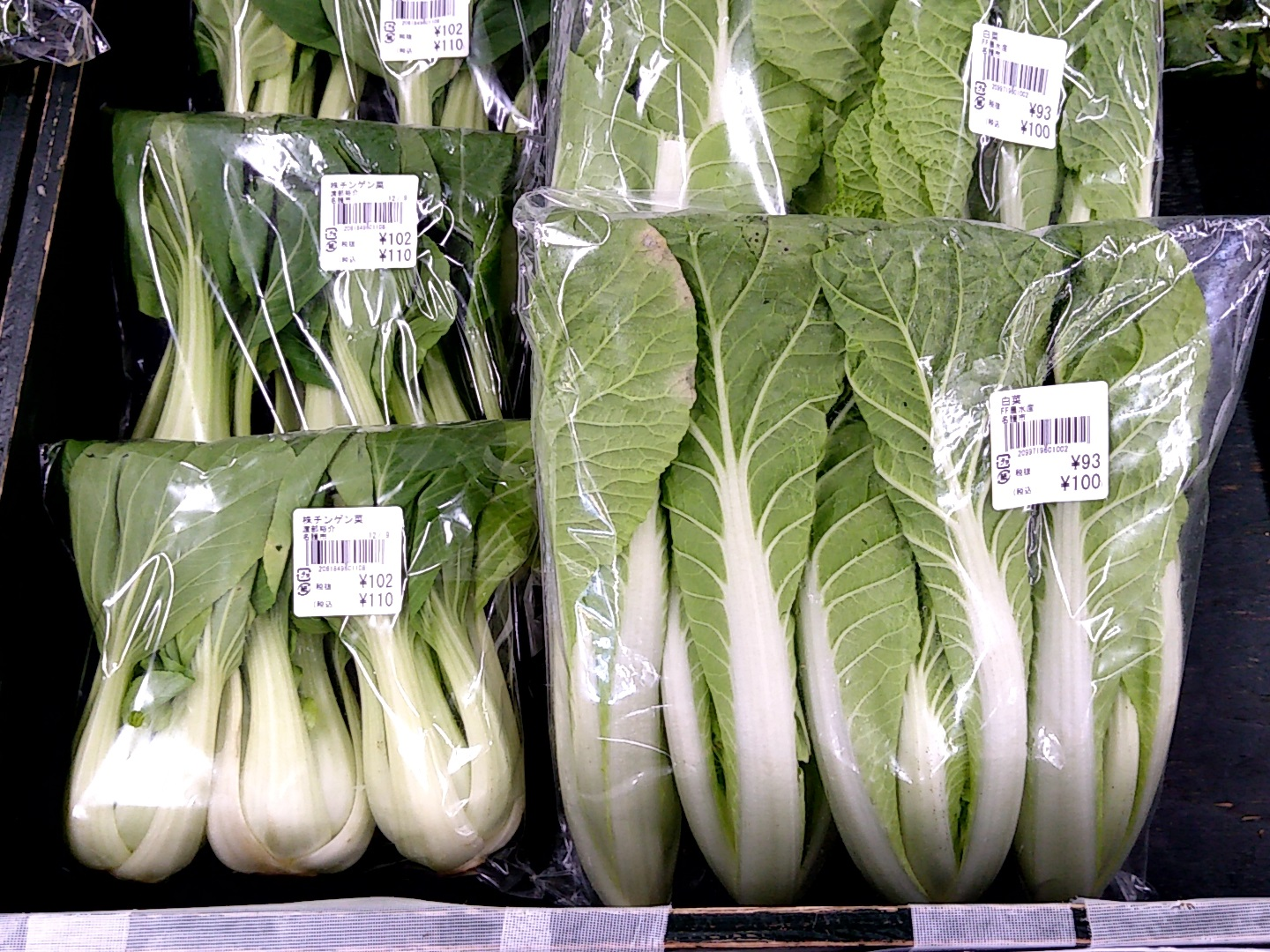
パクチョイ（左）と山東菜

全国的には「シロナ」と呼ぶ地域が多い。漢字で書くと同じハクサイと区別するために「しろ菜」「シロ菜」などと表記されるが、同じく白菜と書くパクチョイと混同されることもある。
京都では「はくさい菜」とよぶ。また関東など一部の地域では「べか菜」ともよばれる。西日本では単に「菜っ葉」と呼ばれ、近縁種と厳密に区別せず扱われることもある。

## 山東菜の仲間
- 盛岡山東菜（もりおかさんとうさい） - 明治時代に中国から入った山東菜のなかまで、岩手県など東北地方に定着している[6]。
- 天満菜（てんまな） - 近縁種のひとつであり、大阪を中心に古くから利用されてきた。2000年代以降は伝統野菜のひとつとして見直され、品種として固定化する動きもある。

## 利用
アクや癖がなく食べやすいため、煮物、鍋物、汁物、お浸し、炒めものなど何にでも使用できる。生食も可能である。
漬物の山東菜漬は一般的な白菜づけに比べると茎より葉の部分が多い。